# Soprole
Soprole (un acrónimo para Sociedad Productores de Leche) es una empresa chilena de capitales peruanos, fabricante de productos lácteos. Bajo la marca Soprole, produce y comercializa yogur, leche líquida, postres, mantequilla, manjar y probióticos.

## Historia
Soprole se creó en 1949, siendo en sus inicios una elaboradora de huevos frescos, quesos y quesillos. En 1959 formó junto a la empresa «Alimentos Fríos Italo Americanos» la Sociedad Soprole y AFIA Ltda., que creó la marca de helados Savory, la cual fue vendida a Nestlé en 1965.
En los años 1970 diversificó su catálogo a productos de mayor valor agregado, como jugos, postres y yogur. Juan Luis Undurraga, uno de sus fundadores, adquirió las acciones de otros inversionistas y llegó a controlar más del 40% de la empresa. En 1986, el gigante lácteo neozelandés Fonterra adquirió más del 50 % de las acciones de Soprole, convirtiéndose en accionista mayoritario. Ese mismo año, Juan Luis Undurraga Aninat, transfirió sus acciones y creó la Fundación Isabel Aninat.
Bajo el control de la empresa neozelandesa Fonterra, Soprole compró a algunos competidores como Lácteos Pirque, en 1994, y Dos Álamos, en 1997. En esa época, sólo cinco empresas procesadores de leche (Nestlé, Loncoleche-Calo, Colún y Soprole) controlaban el 76 % de las compras de leche en planta en Chile.
La marca es altamente conocida en Chile gracias a sus comerciales proyectados en televisión desde principios de los años 80, en donde el jingle "Lo podemos lograr" es casi considerado un himno de la marca. 

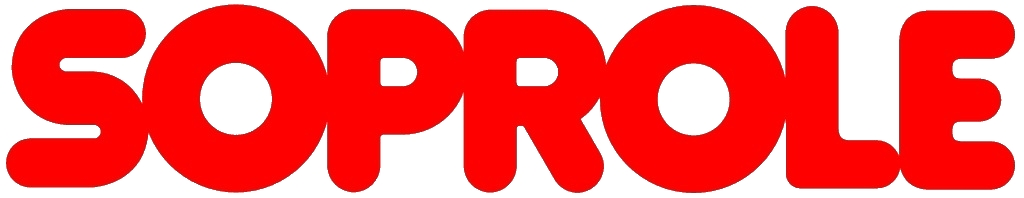
Logo de Soprole desde 1977 hasta 2015.

En noviembre de 2010, Soprole y la filial chilena de Nestlé anunciaron su fusión en un joint venture, con lo que controlarían el mercado nacional de los yogures en un 50% y de las leches líquidas de entre un 40 y un 45%, según cifras entregadas por las empresas aludidas. Para ese fin, se sometieron a consulta ante el Tribunal de Defensa de la Libre Competencia, ya que ambas compañías podrían manejar hasta dos tercios de la industria. 
En marzo de 2011 la Fiscalía Nacional Económica entregó un informe al tribunal en el que se establecían las desventajas de la fusión, indicando que una consecuencia podría ser un aumento en los precios de los lácteos. En abril de ese año, las empresas decidieron retirar la consulta y no perseverar en la fusión.
En noviembre de 2022, el holding peruano Grupo Gloria compró el suministro de Soprole en su totalidad por 210 millones de dólares, lo que la convierte en la mayor inversión peruana en territorio chileno de la década. El grupo Gloria opera en totalidad en los países de Argentina, Bolivia, Colombia, Ecuador, Puerto Rico, Uruguay y Chile.

## Productos
- Next
- Yoghito
- Manjarate
- Uno
- Zerolacto
- Protein+
- Light
- Goldo
- Batifrut
- 1+1 = 2
- Huesitos
- Requetegurt
- Ula

no borren las weas